# Escull de corall
Els esculls de corall són formacions coral·lines de grans dimensions. Són estructures molt vastes compostes d'esquelets de corall. Els coralls vius van creixent sobre una base de corall mort i formen una roca calcària molt resistent. Els coralls creixen als mars tropicals, a la zona fòtica, on hi ha acció contínua de les onades. Els pòlips dels coralls necessiten una aportació mesurada de nutrients i l'aigua neta, no gaire calenta i poc profunda per a créixer. Una costa d'esculls coral·lins és un ecosistema marí format per una comunitat d'éssers vius a l'oceà. Les costes de corall presenten una morfologia de monticles rocosos, plataformes o cordons que s'eleven per sobre del fons marí rocós, i estan constituïts per organismes vius i els exoesquelets dels que ja han mort. Aquests s'originen en aigües tropicals entre uns 30° latitud nord i 25° latitud sud.
L'any 2018 fou declarat pel Programa de les Nacions Unides per al Medi Ambient com a l'Any Internacional dels Esculls de Corall. Els esculls de corall són en l'actualitat un dels ecosistemes més amenaçats del planeta, com a resultat tant del canvi climàtic, que va desencadenar l'episodi de blanqueig coral·lí de 2014-2016 (el més important des que es tenen registres), com de la pressió local antropogènica, la sobrepesca, i pràctiques pesqueres destructives. Tot i això, la conscienciació referent a aquesta problemàtica ambiental, tant del gran públic com dels responsables polítics i de la societat civil, no dona l'abast per fer els canvis necessaris en les polítiques, la legislació i el comportament públic.
La biodiversitat dels esculls de corall fa que siguin considerats l'equivalent marí de les selves pluvials a terra ferma.

## Condicions
Per al seu desenvolupament satisfactori són necessàries temperatures superiors als 20 °C i una profunditat màxima de 45 metres. La seva estructura externa és principalment branques de corall que surten dels esquelets de corall antics. Són el resultat d'una activitat orgànica aclaparadora de diversos animals entre els quals predominen els cnidaris en simbiosi amb determinades algues molt especialitzades. Un altre factor important és la netedat de l'aigua, ja que el corall necessita aigua neta i ben oxigenada, per tant la seva abundància està més marcada en llocs on la marinada és més present i en aigües més fangoses la seva presència és inexistent. El cas de les desembocadures dels rius seria el lloc on no trobaríem desenvolupament del corall a causa de la poca arribada de llum pel transport d'aigua amb sediments. La distribució del corall també està relacionada amb la dispersió del plàncton. Aquest zooplàncton constitueix l'aliment dels coralls i la seva distribució dependrà molt de la circulació de l'aigua, per això el seu desenvolupament es produeix en àrees de sobrevent a zones continentals i illes, que en sotavent. La velocitat de creixement dels esculls de corall està estimada entre 1 i 14mm a l'any (Spencer, 1994). El seu creixement vertical afavoreix a l'exposició a la superfície marina on quedarà exposat a l'acció de l'onatge. El trencament a causa de l'onatge de tempesta genera quantitats d'al·luvions i sorra de corall que es dipositarà en les parts baixes d'aquest.

## Formació
La majoria dels esculls de corall es van formar després del darrer període glacial, quan la fusió del gel va provocar l’augment del nivell del mar i la inundació de les plataformes continentals. La majoria dels esculls de corall tenen menys de 10.000 anys. A mesura que es van establir les comunitats, els esculls van créixer cap amunt, fent augmentar el nivell del mar. Els esculls que pujaven massa lentament podrien ofegar-se, sense prou llum. Els esculls de corall es troben a la mar profunda, lluny de les plataformes continentals, al voltant de les illes oceàniques i els atols. La majoria d'aquestes illes són d'origen volcànic. Altres tenen orígens tectònics on els moviments de les plaques van elevar el fons oceànic profund.
Al seu llibre "L'estructura i distribució dels esculls de corall (The Structure and Distribution of Coral Reefs)", publicat el 1842, Charles Darwin va exposar la seva teoria de la formació dels atols, una idea que va concebre durant el viatge del Beagle. Va teoritzar que l’aixecament i l'enfonsament de l'escorça terrestre sota els oceans formaven els atols. Darwin va establir una seqüència de tres etapes en la formació de l'atol:

Un escull de franja pot trigar deu mil anys a formar-se i un atol fins a 30 milions d’anys.

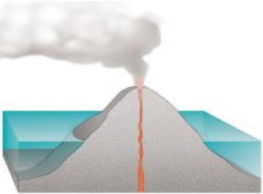
La teoria de Darwin comença amb una illa volcànica que s'extingeix
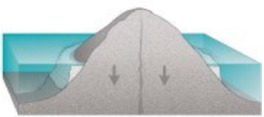
A mesura que s'enfonsa l'illa i el fons oceànic, el creixement del corall construeix un escull de franja, que sovint inclou una llacuna poc profunda entre la terra i l'escull principal.
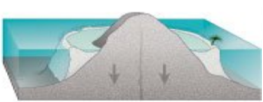
A mesura que la subsidència continua, l'escull de franja es converteix en un escull de barrera més gran més allunyat de la costa amb una llacuna més gran i més profunda a l'interior.
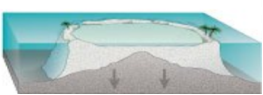
En última instància, l’illa s'enfonsa sota el mar i l'escull de barrera es converteix en un atol que tanca una llacuna oberta, anomenada lagoon.

Darwin va predir que sota cada llacuna hi hauria una base de roca, les restes del volcà original. Investigacions posteriors van donar suport a aquesta hipòtesi. La teoria de Darwin es va desprendre de la seva comprensió que els pòlips de corall prosperen als tròpics on l’aigua s'agita, però només pot viure dins d'un interval de profunditat limitat, començant just per sota de la marea baixa. Allà on el nivell de la terra subjacent ho permet, els coralls creixen al voltant de la costa per formar esculls de franja i, eventualment, poden arribar a convertir-se en un escull de barrera.
Allà on el fons s'eleva, els esculls de franja poden créixer al voltant de la costa, però el corall que ha crescut per sobre el nivell del mar mor. Si la terra s'enfonsa lentament, els esculls de franja mantenen el ritme creixent cap amunt sobre una base de corall vell i mort, formant un escull de barrera que tanca una llacuna entre l'escull i la terra. Un escull de barrera pot envoltar una illa i, una vegada que l’illa s'enfonsa per sota del nivell del mar, un atol més o menys circular de corall que creix continua mantenint el nivell del mar, formant una llacuna central. Les barreres d’esculls i els atols no solen formar cercles complets, sinó que es trenquen en alguns llocs per les tempestes. Igual que la pujada del nivell del mar, un fons que disminueix ràpidament pot aclaparar el creixement del corall, matant el corall i l'escull, a causa del que s'anomena ofegament del corall. Els coralls que depenen de les zooxantel·les poden morir quan l'aigua es fa massa profunda perquè els seus simbionts fotosintetitzin adequadament, a causa de la disminució de l'exposició a la llum.
Les dues variables principals que determinen la geomorfologia o forma dels esculls de corall són la naturalesa del substrat sobre el qual descansen, i la història del canvi del nivell del mar en relació amb aquest substrat.
La Gran Barrera de Corall, que té aproximadament 20.000 anys, ofereix un exemple de com es van formar els esculls de corall a les plataformes continentals. El nivell del mar era llavors 120 m inferior al del segle xxi. A mesura que el nivell del mar augmentava, l’aigua i els coralls s'invasaven en el que havien estat turons de la plana costanera australiana. Fa 13.000 anys, el nivell del mar havia augmentat fins a 60 m per sota que en l'actualitat, i molts turons de les planes costaneres s'havien convertit en illes continentals. A mesura que la pujada del nivell del mar continuava, l’aigua va superar la majoria de les illes continentals. Els coralls podrien llavors créixer en excés als turons, formant illots i esculls. El nivell del mar a la Gran Barrera de Corall no ha canviat significativament en els darrers 6.000 anys. S'estima que l'edat de l'estructura dels esculls vius oscil·la entre els 6.000 i els 8.000 anys. Tot i que la Gran Barrera de Corall es va formar al llarg d’una plataforma continental i no al voltant d’una illa volcànica, s'apliquen els principis de Darwin. El desenvolupament es va aturar a la fase de barrera, ja que Austràlia no està a punt de submergir-se. Va formar l'escull barrera més gran del món, a 300-1.000 m de la costa, estenent-se durant 2.000 km.
Els esculls de corall tropicals saludables creixen horitzontalment d’1 a 3 cm a l’any i verticalment d’1 a 25 cm a l’any; no obstant això, només creixen a profunditats inferiors a 150 m a causa de la seva necessitat de llum solar i no poden créixer per sobre del nivell del mar.

## Tipus
Els principals tipus d'escull coral·lins són els esculls costaners o de franja (fringing reef) els de barrera i els atols (Guilicher,1988).
Thomas i Goudie enumeren quatre principals tipus d'esculls: de franja, de barrera, l'atol i de plataforma o taula, mentre que Spalding et al. llista cinc tipus principals: de franja, de barrera, l'atol, de plataforma o banc i l'escull de pegat (patch reef).

### Escull de franja o costaner

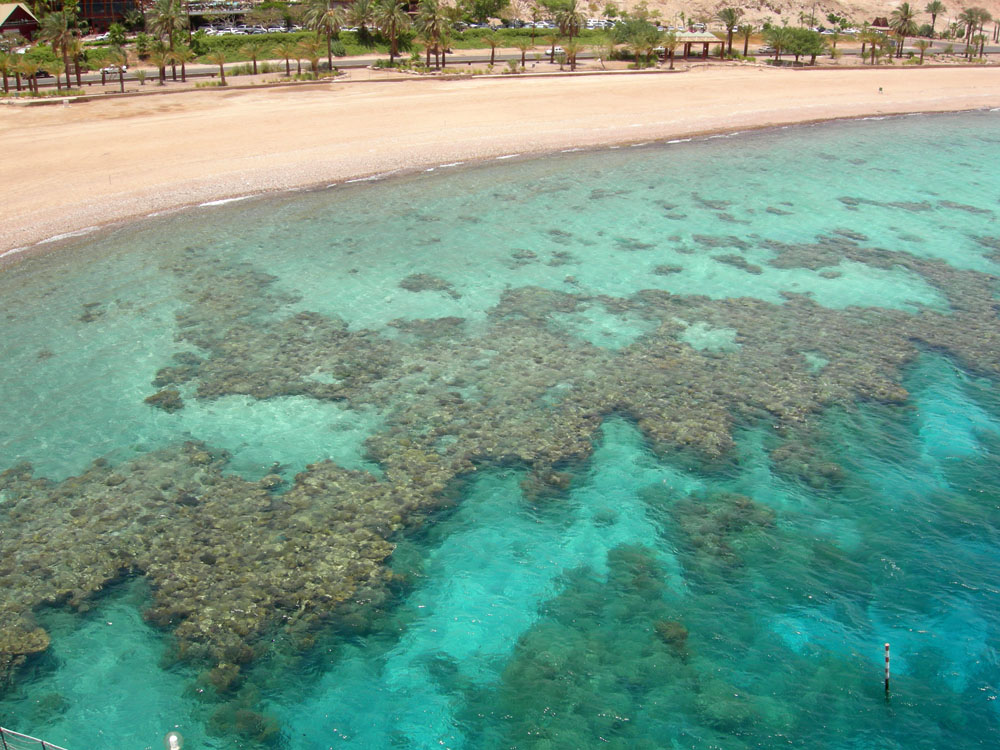
Escull de franja a Eilat a la punta sud d'Israel

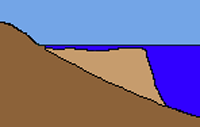
Escull de franja

Un escull de franja, també anomenat escull costaner, està directament unit a una riba o la voreja amb un canal o llacuna estreta i poc profunda. És el tipus d'escull més comú. Els esculls de franja segueixen les costes i es poden estendre durant molts quilòmetres. Solen tenir menys de 100 metres d’amplada, però alguns tenen centenars de metres d’amplada. Els esculls de franja es formen inicialment a la costa al nivell baix de l’aigua i s'expandeixen cap al mar a mesura que creixen en mida. L’amplada final depèn d’on el fons marí comença a baixar abruptament. La superfície de l'escull de franja es manté generalment a la mateixa alçada: just per sota de la línia de flotació. En els esculls més antics, les regions exteriors dels quals van empènyer cap al mar, la part interior s'aprofundeix per l'erosió i finalment forma una llacuna. [38] Les llacunes dels esculls de franja poden arribar a tenir més de 100 metres d’amplada i diversos metres de profunditat. Com el propi escull, corren paral·leles a la costa. Els esculls del mar Roig són dels més desenvolupats del món i es presenten a totes les seves costes, excepte a les badies de sorra.

### Escull de barrera

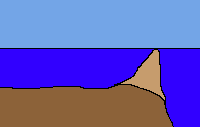
Escull de barrera

Els esculls de barrera estan separats d’una riba (continental o d’illa) per un canal profund o llacuna. S'assemblen a les etapes posteriors d'un escull de franja amb la seva llacuna, però es diferencien principalment per la seva mida i origen. Les seves llacunes poden tenir diversos quilòmetres d’amplada i una profunditat de 30 a 70 metres. Sobretot, la vora exterior de l'escull es va formar en aigües obertes i no al costat d’una línia de costa. Igual que un atol, es creu que aquests esculls es formen a mesura que baixava el fons marí o augmentava el nivell del mar. La formació triga bastant més que en un escull de franja, de manera que els esculls barrera són molt més rars.
L'exemple més conegut i més gran d'un escull barrera és la Gran Barrera de Corall de Queensland, a Austràlia, amb una amplària de 200 a 500 km, supera els 1.500 km de llargària. Altres exemples importants són la Barrera d'esculls de Belize i la de Nova Caledònia. També es troben barreres d’esculls a les costes de l'illa de Providència, Mayotte, les illes Gambier, a la costa sud-est de Kalimantan, a parts de la costa de les Cèlebes, al sud-est de Nova Guinea i a la costa sud de l'arxipèlag Louisiade.

### Escull de plataforma

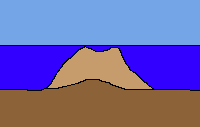
Escull de plataforma

Els esculls de plataforma poden formar-se a la plataforma continental, així com a l’oceà obert, o a qualsevol lloc on el fons marí s'elevi prou a la superfície de l’oceà per permetre el creixement de zooxantel·les, corals formadors d’esculls. Els esculls de plataforma es troben al sud de la Gran Barrera de Corall, a l'Illa de Swains i al Capricorn Group a la plataforma continental, a uns 100-200 km de la costa. Alguns esculls de plataforma del nord de les Illes Mascarenyes es troben a diversos milers de quilòmetres del continent. A diferència dels esculls de barrera i de franja que només s'estenen cap al mar, els esculls de plataforma creixen en totes direccions. Tenen una mida variable, que oscil·la entre uns quants centenars de metres i molts quilòmetres de diàmetre. La seva forma habitual és ovalada a allargada. Parts d’aquests esculls poden arribar a la superfície i formar bancs de sorra i petites illes al voltant de les quals poden formar esculls de franja. Es pot formar una llacuna al mig d'un escull de plataforma.
Els esculls de plataforma es poden trobar dins dels atols, on s'anomenen esculls de parcel·les i poden arribar a assolir només algunes dotzenes de metres de diàmetre. On es formen esculls de plataforma sobre una estructura allargada, per exemple a un antic escull de barrera erosionat, poden formar una disposició lineal. És el cas, per exemple, a la costa est del mar Roig, prop de Jiddah. En els esculls de plataforma més antics, la part interior pot estar tan erosionada que forma un pseudoatol. Aquests es poden distingir dels atols reals només mitjançant una investigació detallada, inclosa possiblement la perforació dels nuclis. Alguns esculls de plataforma de les illes Lakshadweep tenen forma d’U, a causa del flux de vent i aigua.

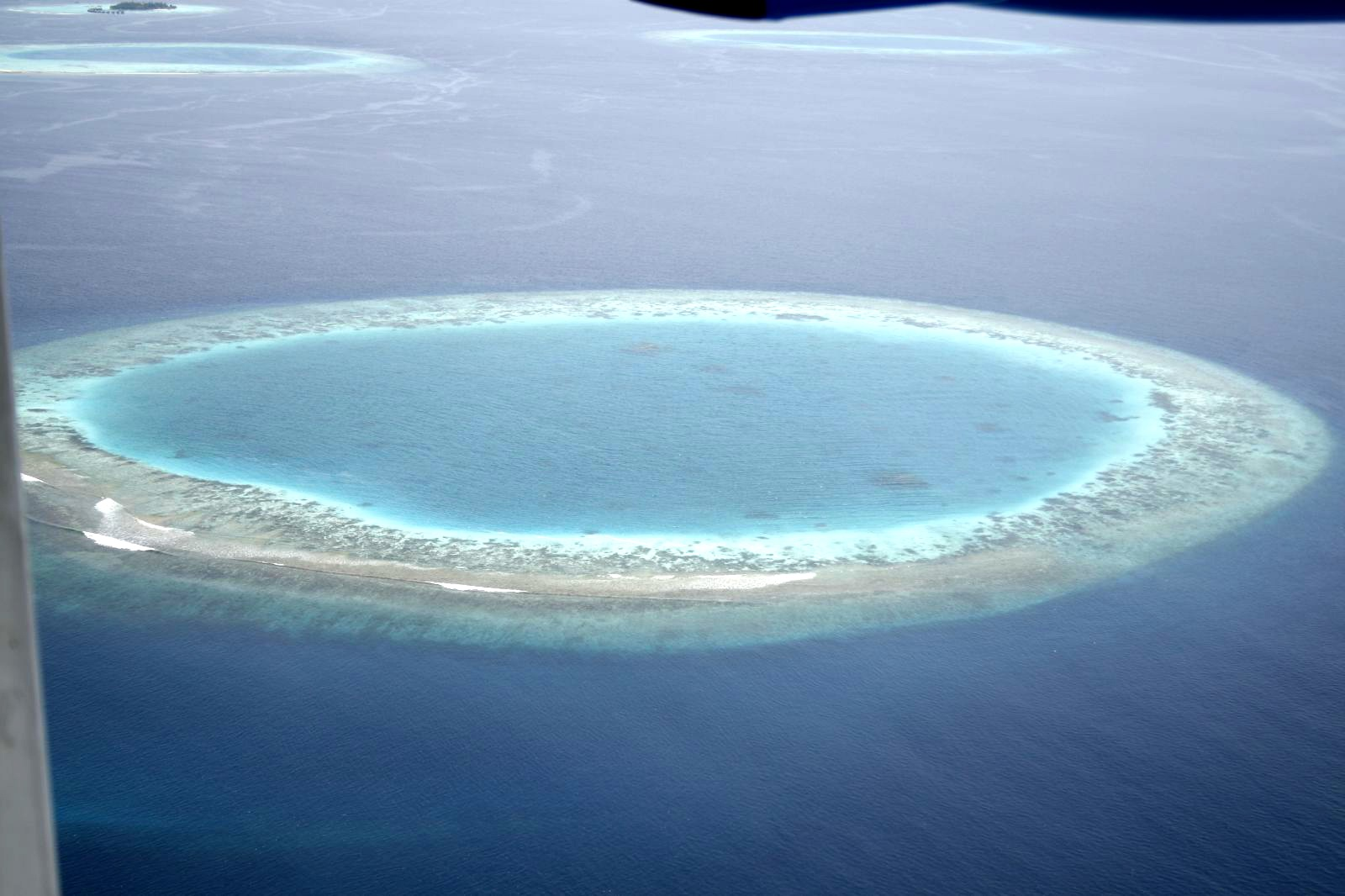
Un petit atol a les Maldives

### Atol
Els atols són un escull de barrera més o menys circular o continu que s'estén al voltant d’una llacuna sense una illa central. Normalment es formen a partir d’esculls de franja al voltant de les illes volcàniques. Amb el pas del temps, l'illa s'erosiona i s'enfonsa per sota del nivell del mar. Els atols també es poden formar per l'enfonsament del fons marí o l’augment del nivell del mar. Es produeix un anell d’esculls que tanca una llacuna d'aigua salada anomenada lagoon.
Al món hi ha uns 425 atols, en gran part a l'Oceà Pacífic i l'Índic, i alguns aïllats al Mar del Carib. Els atols són nombrosos al Pacífic Sud, on solen aparèixer a mig oceà, per exemple, a les Illes Carolines, les Illes Cook, la Polinèsia Francesa, les Illes Marshall i Micronèsia. Es troben també a l'Oceà Índic, per exemple, a les Maldives, l'arxipèlag de les Txagos, les Seychelles i al voltant de l'illa del Coco. Totes les Maldives consten de 26 atolons.